# بئر حيدرة (تبن)

تعديل مصدري - تعديل

بئر حيدرة هي إحدى قرى عزلة الحوطة بمديرية تبن التابعة لمحافظة لحج، بلغ تعداد سكانها 682 نسمة حسب تعداد اليمن لعام 2004.